# Великое болото (Вологодская область, Бабушкинский район)
Вели́кое боло́то — болото в России, в Вологодской области. Расположено в Бабушкинском, Нюксенском районах и на крайнем западе Кичменгско-Городецкого района.
Одно из самых больших болот на востоке Вологодской области. Находится в 7 км к северо-западу от деревни Логдуз. Болото вытянуто с северо-востока на юго-запад. В 3 км юго-западнее болота расположена нежилая деревня Третница.
Великое болото со всех сторон окружено смешанными лесами. Есть несколько небольших островов длиной от 200 до 1200 метров, также покрытых древесной растительностью. Также на болоте есть несколько болотных озёр длиной до 200 метров. Исток реки Светицы (притока Кичменьги).
Жители окрестных деревень (Логдуз, Плешкино) часто посещают болото с целью сбора ягод: клюква, морошка, голубика.

## Легенды
В Логдузе говорят, что на Великом болоте лежат остатки деревянного судна («ладья с золотом»).